# Coussarea ampla
Coussarea ampla är en måreväxtart som beskrevs av Johannes Müller Argoviensis. Coussarea ampla ingår i släktet Coussarea och familjen måreväxter. Inga underarter finns listade i Catalogue of Life.